# Olympische Sommerspiele 1908/Leichtathletik – Diskuswurf griechischer Stil (Männer)
Der Diskuswurf der Männer im griechischen Stil bei den Olympischen Spielen 1908 in London wurde am 18. Juli 1908 im White City Stadium entschieden. Am Vormittag des gleichen Tages fand eine Qualifikation statt, aus der sich drei Athleten für den Wettkampf qualifizierten.
Olympiasieger wurde der US-Amerikaner Martin Sheridan. Sein Landsmann Bill Horr gewann die Silbermedaille. Bronze ging an den Finnen Verner Järvinen.
Eingeführt worden war dieser Wettbewerb bei den Olympischen Zwischenspielen 1906 in Athen und verschwand nach 1908 wieder in der Versenkung. Zur Ausführung dieses Werfens gibt es unterschiedliche Darstellungen. Den Quellen zufolge kam dabei ein Podest der Maße 80 × 70 cm zum Einsatz, welches hinten 15 cm und in Wurfrichtung 5 cm hoch war.
- Kluge beschreibt in seiner unten genannten Literatur, dass von diesem Podest aus geworfen wurde, und zwar nach antikem Vorbild mit Vor- und Rückschwung, jedoch ohne Drehung.
- Laut unten genanntem Buch von zur Megede wurde das Podest in einem symbolischen Akt lediglich betreten und der Wurf selbst anschließend analog dem freien Stil ausgeführt.
- Andere Quellen benennen einen Diskus, der mit fünf Kilogramm um drei Kilogramm schwerer war als die reguläre Scheibe. Dies passt allerdings nicht zu den hier erzielten Weiten, die mit einem solch schweren Gerät sicherlich nicht möglich gewesen wären. Hier scheint der Bezug eher zu den antiken Olympischen Spielen in Griechenland zu liegen.[1][2]
- Bei Sports-Reference gibt es zur Frage der Wurf-Ausführung keine Hinweise.
- Im unten genannten Videolink wird eindeutig die Beschreibung bei Kluge bestätigt. Dabei dürfen die Werfer in der letzten Phase das kleine schräg gestellte Podest verlassen, ein Verbot des Übertretens wie beim heutigen Diskuswurf gibt es wohl nicht.

## Rekorde
Es gibt keine fundierten Informationen zu einem Weltrekord in dieser Disziplin. Aufgrund der grundsätzlichen Unklarheiten zur Ausführung des Werfens und da der Wettbewerb nur ein einziges Mal auf dem Programm Olympischer Spiele stand, ergibt es auch wenig Sinn, hier Rekorde aufzuführen.

## Ergebnisse

### Qualifikation
Die Qualifikation wurde in vier zeitlich gestaffelten Gruppen ausgetragen. Die Ergebnisse dieser Gruppen wurden zusammengefasst. Nur die insgesamt besten drei Teilnehmer der Qualifikation – grün hinterlegt – konnten den Finalwettkampf bestreiten. Allerdings wurden die in der Qualifikation erzielten Leistungen in der Wertung des Endresultats mitberücksichtigt. Sowohl in der Qualifikation als auch im Finale hatten die Teilnehmer je drei Versuche.
Die Auflistung der Vorrunden-Ergebnisse basiert auf Sports-Reference. Bei Kluge und zur Megede finden sich bezüglich der Qualifikationsresultate deutliche Abweichungen, die weiter unten jeweils angemerkt sind.

#### Gruppe A

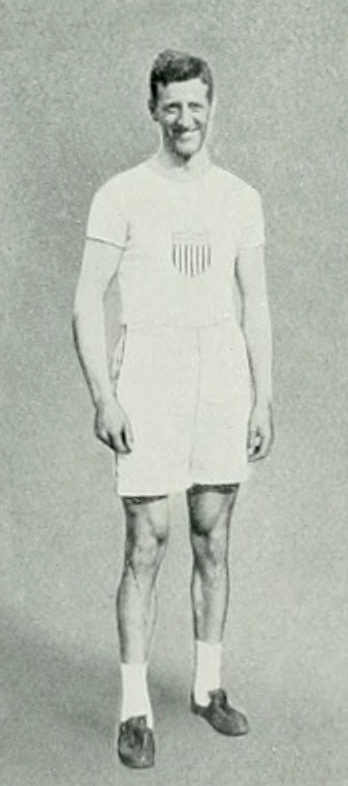
Platt Adams – 1912 Olympiasieger im Standhochsprung – schied im Vorkampf aus

| Athlet            | Land           | Weite (m) |
| ----------------- | -------------- | --------- |
| Michalis Dorizas  | Griechenland   | 33,34     |
| Wilbur Burroughs  | USA            | 32,81     |
| Umberto Avattaneo | Italien        | 28,53     |
| Platt Adams       | USA            | k. A.     |
| Miroslav Šustera  | Böhmen         | k. A.     |
| Henry Leeke       | Großbritannien | k. A.     |
| Walter Henderson  | Großbritannien | k. A.     |

Platt Adams ist weder bei Kluge noch bei zur Megede als Teilnehmer benannt.
Für Umberto Avattaneo listen beide Autoren keine Weite auf.

#### Gruppe B

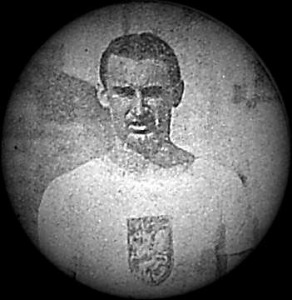
Imre Mudin (Qualifikationsgruppe B) erreichte wie im freien Stil nicht das Finale
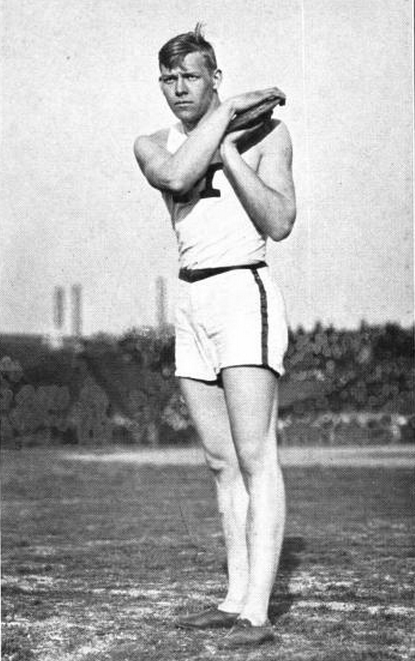
Für John Garrels (Qualifikationsgruppe C), den Olympiadritten im Kugelstoßen, war wie im freien Stil nach der Qualifikation Schluss

| Athlet              | Land         | Weite (m) |
| ------------------- | ------------ | --------- |
| Arthur Dearborn     | USA          | 35,65     |
| Nikolaos Georgandas | Griechenland | 33,21     |
| Folke Fleetwood     | Schweden     | k. A.     |
| Imre Mudin          | Ungarn       | k. A.     |

Folke Fleetwood findet sich bei Kluge und zur Megede nicht als Teilnehmer.

#### Gruppe C
| Athlet          | Land           | Weite (m) |
| --------------- | -------------- | --------- |
| István Mudin    | Ungarn         | 33,11     |
| Elmer Niklander | Finnland       | 32,46     |
| John Garrels    | USA            | k. A.     |
| Ernest May      | Großbritannien | k. A.     |
| Alfred Flaxman  | Großbritannien | k. A.     |

Aus Gruppe C fehlt Elmer Niklander in den Auflistungen bei Kluge und zur Megede.

#### Gruppe D

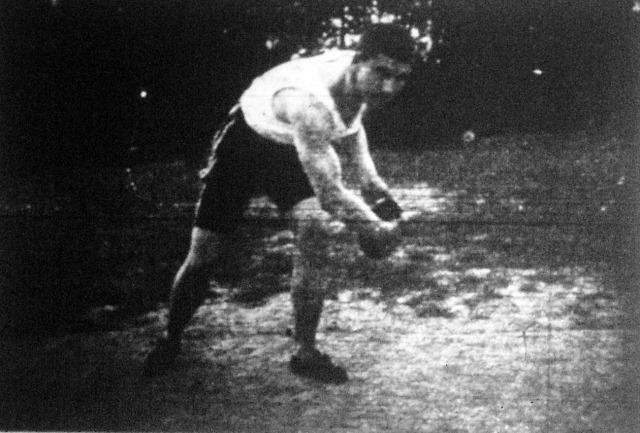
György Luntzer, aktiv als Leichtathlet und Ringer, kam nicht ins Finale
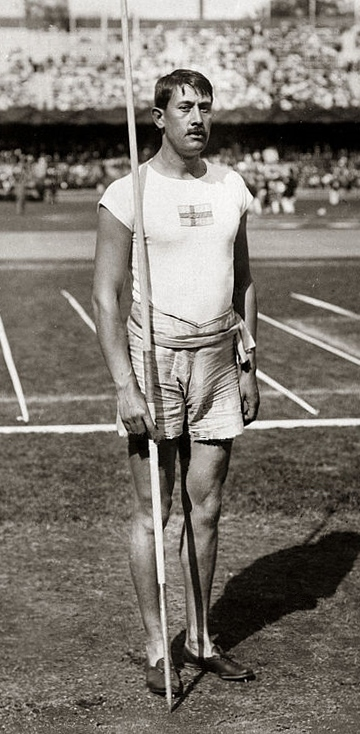
Wie auch im freien Stil scheiterte Eric Lemming, deutlich erfolgreicher als Speerwerfer, in der Qualifikation

| Athlet          | Land           | Weite (m) |
| --------------- | -------------- | --------- |
| Martin Sheridan | USA            | 37,28     |
| Bill Horr       | USA            | 36,68     |
| Verner Järvinen | Finnland       | 36,48     |
| Mór Kóczán      | Ungarn         | k. A.     |
| John Barrett    | Großbritannien | k. A.     |
| György Luntzer  | Ungarn         | k. A.     |
| Eric Lemming    | Schweden       | k. A.     |

Für diese Gruppe gibt es zwei Athleten, die bei Kluge und zur Megede nicht
auftauchen, dies sind Mór Kóczán und John Barrett.
Folgende Teilnehmer sind bei Kluge und zur Megede jeweils ohne Weite und Angabe
über die Zuordnung zu einer Qualifikationsgruppe benannt, die bei Sports-Reference fehlen:
- Lauri Wilskman ( Finnland)
- Jalmari Sauli ( Finnland)
- Ferenc Jesina ( Ungarn)
- Lee Talbott ( USA)
- Ralph Rose ( USA)
- Emil Welz ( Deutschland)

### Finale und Endergebnis
| Platz | Name                | Land         | Weite (m) |
| ----- | ------------------- | ------------ | --------- |
| 1     | Martin Sheridan     | USA          | 37,99     |
| 2     | Bill Horr           | USA          | 37,32     |
| 3     | Verner Järvinen     | Finnland     | 36,48     |
| 4     | Arthur Dearborn     | USA          | 35,65     |
| 5     | Michalis Dorizas    | Griechenland | 33,34     |
| 6     | Nikolaos Georgandas | Griechenland | 33,21     |
| 7     | István Mudin        | HUN          | 33,11     |
| 8     | Wilbur Burroughs    | USA          | 32,81     |
| 9     | Elmer Niklander     | Finnland     | 32,46     |
| 10    | Umberto Avattaneo   | Italien      | 28,53     |

| Platz | Name                                                             | Land         | Weite (m) |
| ----- | ---------------------------------------------------------------- | ------------ | --------- |
| 1     | Martin Sheridan                                                  | USA          | 38,00     |
| 2     | Bill Horr                                                        | USA          | 37,32     |
| 3     | Verner Järvinen                                                  | Finnland     | 36,48     |
| 4     | Arthur Dearborn                                                  | USA          | 35,65     |
| 5     | Michalis Dorizas                                                 | Griechenland | 33,35     |
| 6     | Nikolaos Georgandas                                              | Griechenland | 33,20     |
| 7     | István Mudin                                                     | HUN          | 33,11     |
| 8     | Wilbur Burroughs                                                 | USA          | 32,73     |
|       | Elmer Niklander – nicht aufgelistet, fehlt auch bei zur Megede   |              |           |
|       | Umberto Avattaneo – wie bei zur Megede ohne Weitenangabe benannt |              |           |

Hier in London siegte wie bereits im freien Stil der US-Amerikaner Martin Sheridan. Marquis Bill Horr, Bronzemedaillengewinner des Diskuswurfs im freien Stil, gewann diesmal Silber. Verner Järvinen, Vater der beiden späteren Weltklasseleichtathleten Matti Järvinen – Speerwerfer und Akilles Järvinen – Zehnkämpfer, errang die Bronzemedaille, nachdem er mit dem Diskus im freien Stil Vierter geworden war. Hinter ihm belegte Arthur Dearborn, der Fünfte und Weltrekordler des freien Diskuswurfs, Rang vier vor den beiden Griechen Michalis Dorizas und Nikolaos Georgandas. Letztgenannter hatte vier Jahre zuvor in St. Louis Bronze im freien Stil gewonnen.

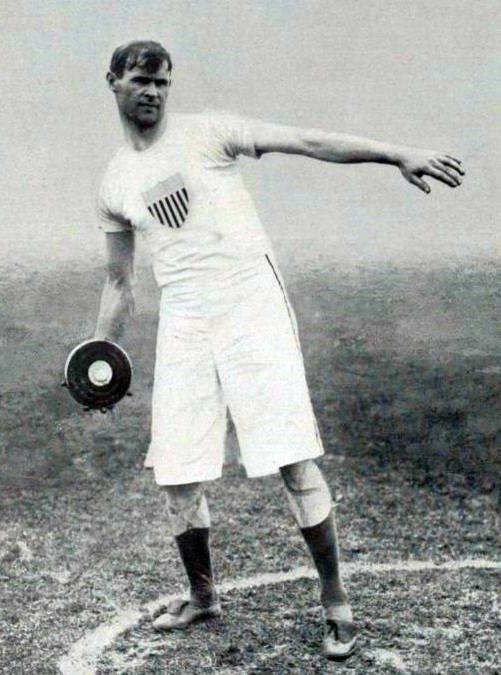
Der Olympiasieger Martin Sheridan, auch Sieger des freien Diskuswurfs 1908 und 1904
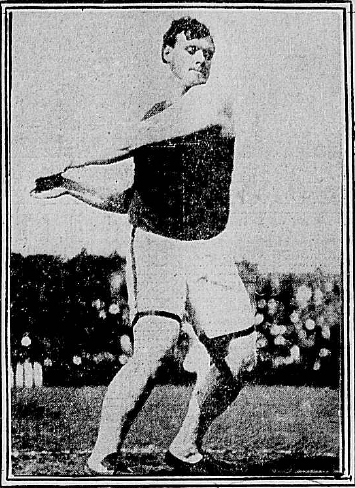
Silbermedaillengewinner Marquis Bill Horr, auch Olympiadritter im Diskuswurf, freier Stil, sowie im Kugelstoßen auf Rang fünf – hier im Jahr 1907
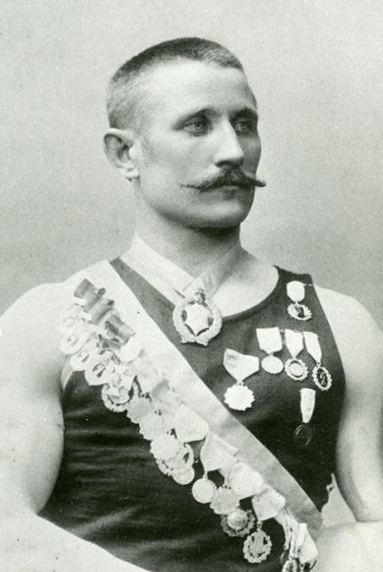
Der Olympiadritte Verner Järvinen, auch Vierter im Diskuswurf, freier Stil, und Sieger der Zwischenspiele 1906 im griechischen Stil

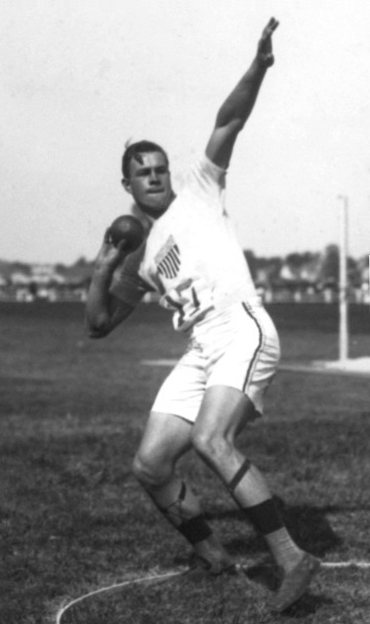
Der Weltrekordler des freien Diskuswurfs Arthur Dearborn – hier als Kugelstoßer – belegte Rang vier
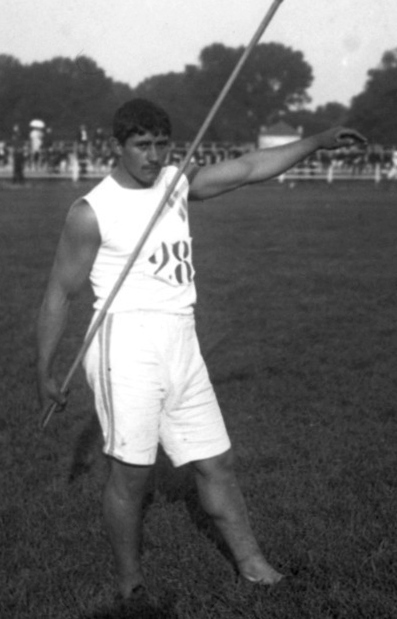
Michalis Dorizas belegte Rang fünf
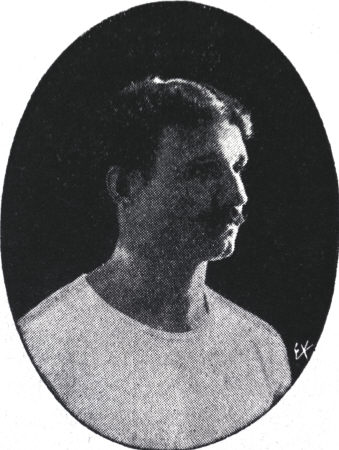
Der Olympiadritte des freien Diskuswurfs von 1904 Nikolaos Georgandas wurde Sechster
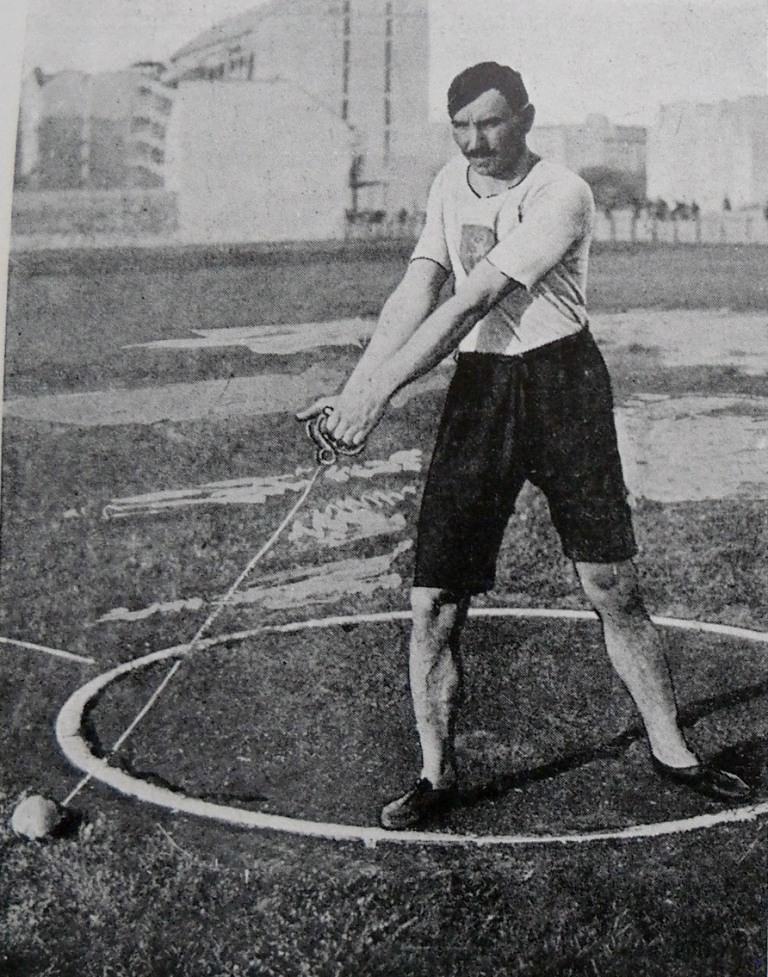
István Mudin – hier als Hammerwerfer – kam auf den siebten Platz
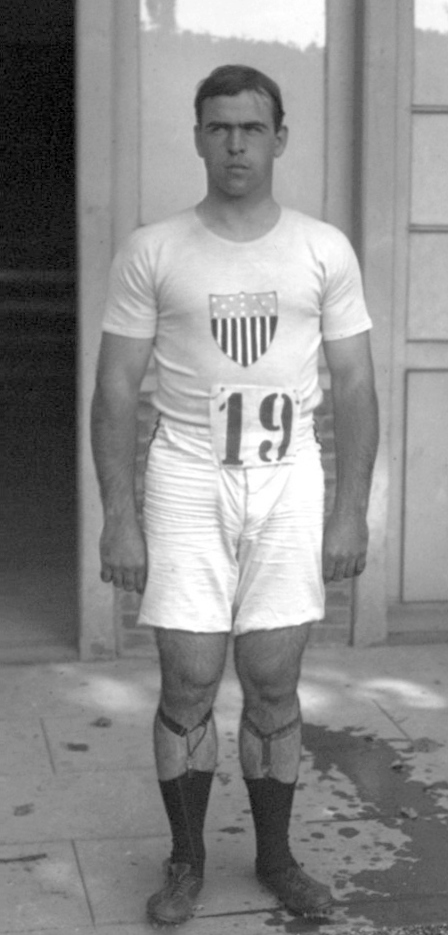
Der Olympiaachte Wilbur Burroughs, auch Zehnter des freien Diskuswurfs
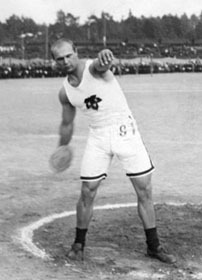
Elmer Niklander, deutlich erfolgreicher bei kommenden Spielen, belegte Rang neun

## Videolink
- Martin Sheridan, King of the Discus - USA - Athletics - London 1908 Olympic Games, youtube.com, Bereich: 0:00 min bis 0:18 min, abgerufen am 16. Mai 2021